# Menzi Masuku
Menzi Masuku (15 de abril de 1993) é um futebolista profissional sul-africano que atua como atacante, atualmente defende o Orlando Pirates.

## Carreira
Menzi Masuku fez parte do elenco da Seleção Sul-Africana de Futebol nas Olimpíadas de 2016.